# Megaselia obscuricauda
Megaselia obscuricauda är en tvåvingeart som beskrevs av Rudolf Beyer 1966. Megaselia obscuricauda ingår i släktet Megaselia och familjen puckelflugor. Inga underarter finns listade i Catalogue of Life.